# レジェンド・オブ・ザ・レッド・ドラゴン
レジェンド・オブ・ザ・レッド・ドラゴン （Legend of the Red Dragon、LORD）は、1989年にロビンソン・テクノロジーズがリリースしたテキスト型オンライン・ロールプレイングゲームである。 LORDは最もよく知られたドアゲーム（BBS door）のうちの1つである。 プレーヤーの目標は彼または彼女の技術を向上させ、村を襲うレッド・ドラゴンを倒すことである。そのソフトウェアはDOS、Microsoft Windows、OS/2と互換性がある。

## 沿革
LORDはロビンソン・テクノロジーズのセス・ロビンソンが開発し、その後マイケル・プレスラーがメンテナンスをしている。ロビンソンはLORDをPascalで書き始め、電子掲示板で動作させた。彼がTrade Wars のような他のドアゲームを利用しなかったのは、彼は人々が時々その掲示板に戻って来うる要因を必要としていたためである。LORDの最初のヴァージョンの特色は単にチャットと恋愛のシステムであった。時を経て、ロビンソンは他のゲームを構成する特徴を入念に調査しそれらを取り入れた。例えば、1日のうちの限られた回転数、およびランダムイベントのコンセプトは、ある未来型カジノゲームを基にしている。後になりLORDはアクションと恋愛の混合になった。
最初は彼自身の掲示板だけで動作させるつもりであったが、ロビンソンは後に他のシステムでそれを動作させたいというユーザーからの提案に応じた。最初の販売後、口コミの宣伝で人気が高まっていった。
LORDは成功したゲームであり、また1993年までに多数の掲示板がプレーヤーたちの活発なコミュニティーになった。 その後数年を通し、MUDが選択型マルチプレーヤー・オンライン・フォーマットとしてBBSドアゲームに追いつき始め、 1998年にロビンソンはゲームを売却しその後メトロポリス・ゲームポートのものになった。彼はPCとモバイルプラットフォームのための小規模な他のゲームを書き続けた。彼が最終的にリリースしたLORDはヴァージョン4.00aであった。
メトロポリス・ゲームポートは2001年1月8日にマイケル・プレスラーと契約し、そのゲーム開発の継続に向けた。LORD最新ヴァージョン（4.08）は2009年にリリースされた（DOSEMUパッチ・アーカイヴ経由）。プレスラーによると、LORDソフトウェアをそれ以上に更新する計画があり、そこにはウェブアプリケーションとELF向けのヴァージョンを含み、リナックスとユニックスのシステムに互換性がある（完全にであるが、利用できるのはベータテスターに対してのみ）。